# كريل بارد
كريل بارد (الاسم العلمي: Euphausia frigida) هو نوع من المفصليات يتبع جنس الكريل من الفصيلة الكريلية.